# Weißschwanz-Nachtschwalbe
Die Weißschwanz-Nachtschwalbe (Hydropsalis cayennensis, Syn.: Caprimulgus cayennensis) ist eine Vogelart aus der Familie der Nachtschwalben (Caprimulgidae).
Sie kommt in Brasilien, Costa Rica, Ecuador, den Guyanas, auf den Inseln unter dem Winde, auf Isla Margarita, in Kolumbien, auf Martinique, auf den Niederländische Antillen, in Panama, Suriname, auf Trinidad und Tobago und in Venezuela vor.
Ihr Verbreitungsgebiet umfasst subtropischen oder tropischen, zeitweise feuchten oder überfluteten Tieflandwald und Grasland, typischerweise zumindest teilweise baumbestandene Lebensräume.

## Beschreibung
Die Weißschwanz-Nachtschwalbe ist 20–23 cm groß, das Männchen wiegt zwischen 30 und 40 g, das Weibchen zwischen 25 und 46 g. Die Oberseite ist graubraun, schwarzbraun gestreift, das Weibchen ist dunkler gefärbt. Auffallend ist ein breites zimtfarbenes Nackenband. Die Kehle ist weiß, beim Weibchen gelbbraun. Der Schwanz ist rechteckig mit einer leichten Kerbung. Beim Männchen ist die Schwanzunterseite überwiegend weiß mit schmalen weißen Längsstreifen auf der Oberseite, außerdem gibt es ein weißes Flügelband auf den Handschwingen.

## Stimme
Der Ruf des Männchens wird als Reihe kurzer, hoher Pfiffe pt-cheeeeeee oder pik-speeeeeea beschrieben.

## Geografische Variation
Es werden folgende Unterarten anerkannt:
- H. c. albicauda (Lawrence, 1875) – Pazifikseite von Costa Rica bis Norden Kolumbiens (östlich bis Departamento del Magdalena)
- H. c. insularis (Richmond, 1902) – äußerster Norden Kolumbiens (Guajira-Halbinsel), Nordwesten Venezuelas, Inseln unter dem Winde (ABC-Inseln)
- H. c. manati (R. Pinchon, 1963) – Martinique[5]
- H. c. leopetes (Jardine & Selby, 1830) – Trinidad (einschließlich Bocas Islands) und Tobago (einschließlich Little Tobago)
- H. c. aperta (J. L. Peters, 1940) – Westen Kolumbiens bis Norden Ecuadors (Provinz Imbabura)
- H. c. cayennensis (Gmelin, JF, 1789), Nominatform – Kolumbien, Venezuela, Guyanas und äußerster Norden Brasiliens

## Lebensweise
Die Nahrung besteht aus Nachtfaltern, Käfern, Libellen, Grillen und Heuschrecken, die kurz vom Boden aufspringend oder dicht über dem Boden fliegend erbeutet werden.
Die Brutzeit liegt in Costa Rica zwischen Februar und Juni, in Kolumbien zwischen März und Juli, in Venezuela zwischen April und Juni und in Suriname zwischen Februar und Dezember.

## Gefährdungssituation
Die Weißschwanz-Nachtschwalbe gilt als „nicht gefährdet“ (least concern).